# Ara (diari)
L'Ara és un diari d'informació general en català que es començà a distribuir el 28 de novembre del 2010 —coincidint amb les eleccions al Parlament de Catalunya. L'Ara ha estat pioner a Catalunya en el desenvolupament de subscripcions digitals i cobrament per continguts en línia. Al setembre del 2017 va aconseguir 3,2 milions d'usuaris únics al web, cosa que el situa com a líder de la premsa digital en català. Té 50.000 subscriptors.
L'Ara és un rotatiu compromès amb la defensa de la cultura i la llengua catalana. Va néixer en plena crisi de la premsa tradicional, i adoptà el triple objectiu d'anar a buscar el món que ve, el país que ve i el periodisme que ve. La publicació compta amb reportatges i articles traduïts al català del New York Times i del The Economist. El diari es complementa amb diversos suplements, com Criatures (infantesa), Emprenem (economia), el dominical Ara Diumenge i la revista de cultura i lleure Play. Entre novembre de 2010 i desembre de 2012, el cap de setmana també incloïa el dominical dedicat al lleure Time Out Barcelona.

## Història

### Presentació
El 22 de juliol de 2010 es va fer pública la web arafaremundiari.cat, des d'on es començava a explicar la proposta de creació d'un nou mitjà de comunicació en català. El mes de setembre del mateix any la redacció del diari es va instal·lar al carrer Diputació, número 119, de Barcelona. Es van fer presentacions del projecte arreu del territori català. L'acte central de la presentació del diari es va dur a terme el 4 de novembre de 2010 al Palau de la Música Catalana de Barcelona, on hi van assistir personalitats del món polític i de la cultura. Poc abans de sortir a la venda, Ferran Rodés va signar un acord de col·laboració amb Scott-Heekin-Canedy, director del The New York Times.
| «                      | Catalunya, avui, quan travessa el tràngol de la delicada situació econòmica internacional, viu també la mutació dels paradigmes polítics sorgits de la Transició, tot preguntant-se per l'articulació com a país mentre al carrer la realitat és cada vegada més mestissa. S'obren grans interrogants i alternatives, grans reptes i grans decisions. L'ARA vol contribuir al debat, parlant de tot sense dogmes i sense límits, perquè Catalunya aposti pel futur amb tota la seva ambició i energia, i esdevingui aviat una de les societats europees amb més prosperitat i benestar, capaç de generar riquesa immaterial i material per als seus ciutadans, de manera permanent i sostenible. | » |
| — Manifest fundacional | |   |

### Primer número

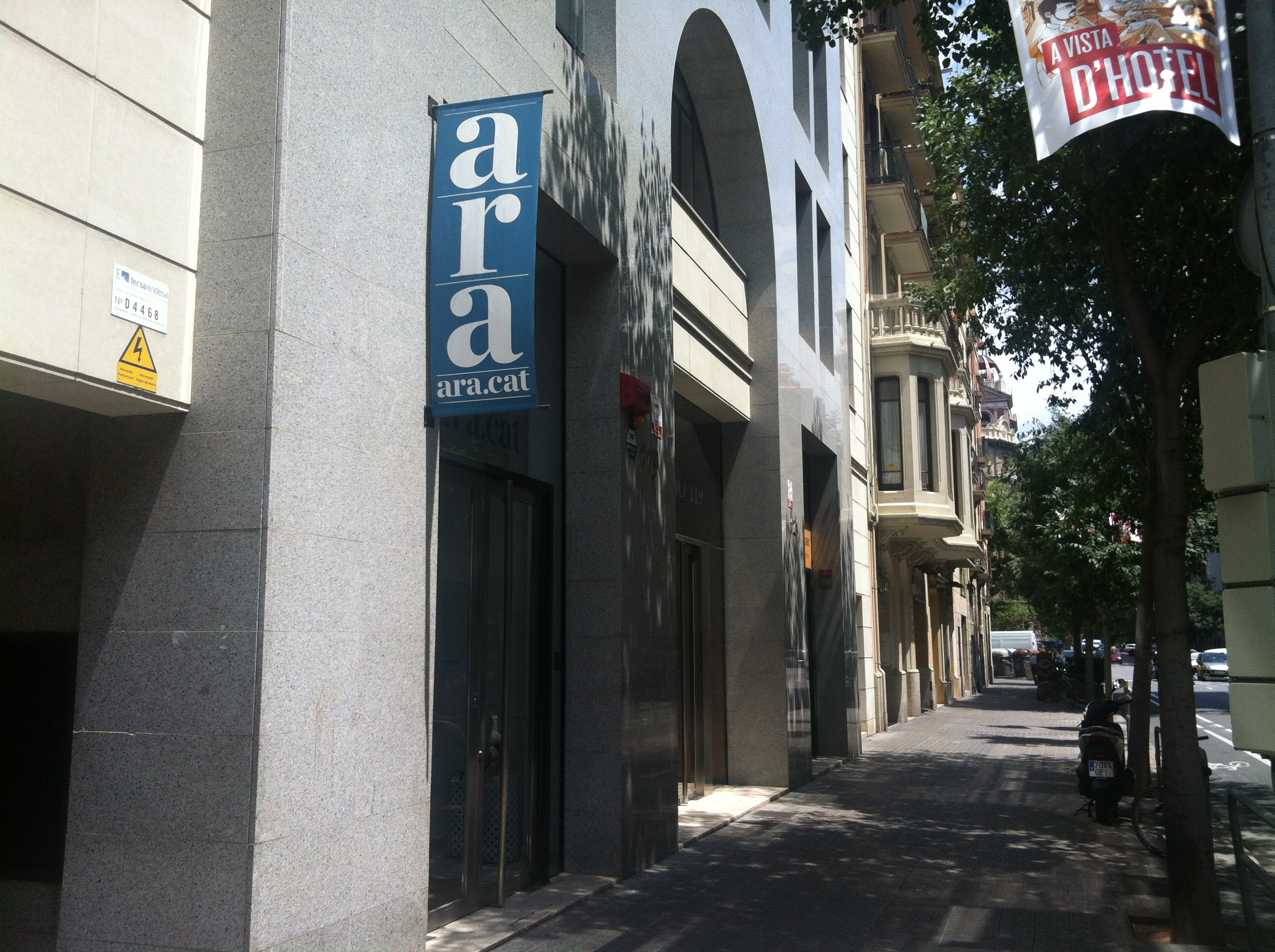
Entrada de les oficines del diari

El primer número va sortir el diumenge 28 de novembre de 2010, amb una tirada de 130.000 exemplars, que es van exhaurir. El seu lloc web es va estrenar amb una mitjana de 16.000 visites per hora. El seu manifest fundacional va ser signat per Toni Soler, Xavier Bosch, Antoni Bassas, Albert Om, Carles Capdevila, Anna Xicoy (en representació del Grup Cultura 03), Ferran Rodés, Carles Duarte (en representació de la Fundació Lluís Carulla), Daniel Martínez (Grup Focus), Jordi Ustrell, Víctor Font i Oriol Soler.

### Expansió
S'han fet projectes singulars, com dedicar tot un diari a Joan Miró, arran de l'exposició Joan Miró. L'escala de l'evasió, que va tenir lloc a la Fundació Joan Miró. Altres números especials s'han centrat en Miquel Barceló, Jaume Perich o en la col·lecció d'art modern del MNAC. En el Dia Mundial de la Infància, el diari s'il·lustra també exclusivament amb dibuixos realitzats per nens.
El diari es caracteritza per les seves promocions centrades a la cultura catalana. Així, va promoure la difusió de la Col·lecció Fundació Bernat Metge de clàssics greco-llatins entre els lectors i les escoles de Catalunya.
A partir del 20 de novembre de 2011, tot coincidint amb les eleccions generals espanyoles de 2011, el diari es va començar a distribuir a les Illes Balears juntament amb la capçalera Diari de Balears (dBalears). Des del 26 de febrer de 2012 també es va començar a distribuir al País Valencià, a les demarcacions de Castelló i València. El Grup Serra, arran de la clausura el Diari de Balears, i els editors del diari Ara van estrenar el 23 de maig de 2013 l'Ara Balears, que integra els continguts d'ambdues capçaleres en una sola publicació.
El 25 d'abril del 2014 es va estrenar l'Ara Andorra, un nou projecte per al Principat d'Andorra que neix per explicar l'actualitat andorrana més enllà de les seves fronteres, mitjançant un portal digital - ara.ad- i suplements periòdics en format paper que es distribuiran juntament amb el diari ARA. El diari compta també amb dues edicions dedicades a les comarques gironines (setmanals) i del camp tarragoní (mensual).
Coincidint amb el quart aniversari del diari, el 28 de novembre del 2014, va celebrar la primera edició dels Premis Ara. Aquests guardons es van crear amb el nom dels periodistes Ignasi Pujol i Llordés i Tatiana Sisquella i Cañabate per a premiar l'emprenedoria i la solidaritat, respectivament. Els primers guardonats amb aquests premis foren Femcat i la iniciativa Xamfrà.
L'any 2020, el diari va crear un premi de còmic de no-ficció en català, amb el suport de la Direcció General de Política Lingüística i la col·laboració de Norma Editorial, dotat amb 10.000 €.

### Canvi en la direcció
El 28 de novembre de 2015, en el cinquè aniversari del rotatiu, el que havia estat el director del diari des del seu inici, Carles Capdevila, deixa la direcció per passar a ser director-fundador del rotatiu. El càrrec que deixa vacant va ser assumit de manera col·legiada i temporal per Antoni Bassas, que havia estat director audiovisual, i per Ignasi Aragay, que era el director adjunt. El 4 de desembre es va fer públic que la nova directora del diari seria Esther Vera.

### Polèmiques
El 23 de desembre de 2021, el diari Ara va decidir de no publicar un article del seu col·laborador Xavier Roig, titulat El nostre idioma no té adversaris, cosa que va desfermar l'acusació de censura contra el diari.

## Direcció i propietari
La directora és Esther Vera. El seu president des del 2012 és Ferran Rodés. Fins a gener del 2014 fou directora general Marta Marrón. D'altra banda, el rotatiu té un consell assessor format, entre d'altres, pels periodistes Antoni Bassas, Albert Om i Toni Soler. Mònica Terribas fou editora i en va ser consellera delegada fins al juliol del 2013, quan va ser substituïda en aquesta funció per Salvador Garcia-Ruiz.
Els accionistes del diari són Ferran Rodés, la Fundació Carulla i el mateix Antoni Bassas, entre d'altres.
Tiratge i difusió:
- 2011 – 27.863 (difusió: 16.333)[36]
- 2013 – 27.727 (difusió: 15.071)[37]
- 2014 – 26.819 (28.496 subscriptors, on 15.186 digitals)[38]
- 2016 – 22.564 (difusió: 13.650; + 18.697 digitals)[1]

L’any 2017 l'Ara va tenir un creixement del 10,9%, l’única capçalera de Barcelona o Madrid que va aconseguir créixer, i el març del 2018 ha arribat als 129.000 lectors, amb un creixement del 57,3% respecte l’any anterior.
La versió digital d'Ara va rebre prop de 3,2 milions de visites el setembre del 2017, el que el va convertir en el diari català més llegit a Internet.

## Premis i reconeixements
Entre els premis periodístics i especialitzats que ha rebut l'Ara i els seus periodistes, al llarg de la seva trajectòria, destaquen els següents:
- 2013 - Premi Nacional de Comunicació[39]
- 2014 - Premi Nacional de Comunicació[40]
- 2015 - European Newspaper Award, en la categoria de diari regional
- 2016 - Premi Ciutat de Barcelona per a Carles Capdevila, amb menció al seu paper com a fundador de l'Ara[41]
- 2016 - Premi Nacional de Comunicació per a Carles Capdevila, amb menció al seu paper com a fundador de l'Ara[42]
- 2016 - Premi Bones Pràctiques de Comunicació no Sexista de l'Associació de Dones Periodistes de Catalunya, per una línia editorial inclusiva a favor de les dones, que visibilitza accions, reptes i avanços en la igualtat.[43]
- 2017 – 11 guardons en la 19a edició dels European Newspaper Awards, 3 dels quals en l'apartat d'innovació, gràcies a les edicions especials en què les fotografies són substituïdes per dibuixos o obres artístiques[44]
- 2017 – Premis ÑH de disseny de diaris, organitzats per la Society for News Design, tres premis per la seva tasca de periodisme digital[45]